# Zapestje
Zapéstje je del zgornjega uda na pregibu med podlaktom in roko (v ožjem pomenu besede). Sestavljeno je iz osmih zapestnih koščic, ki so razdeljene v proksimalno (čolnič, lunica, trivogelnica in grašek) in distalno vrsto (velika mnogovogelnica, mala mnogovogelnica, glavatica in kaveljnica).
V zapestju so tri vrste sklepov: radiokarpalnih (med koželjnico in proksimalno vrsto zapestnic), medkarpalnih (med posameznimi zapestnicami) in karpometakarpalnih (med dlančnicami in zapestnicami). Prehod v zapestju za kite flektornih mišic prstov, ki ga omejujejo zapestne kosti in flektorni retinakulum, se imenuje zapestni prehod (karpalni kanal). Gre za kostno-vezivno ožino, skozi katerega med drugim potuje središčni živec, in sicer neposredno pod flektornim retinakulumom, ter kite mišic upogibalk prstov.
Zapestje je bistvenega pomena za optimalno delovanje prstov roke ter je poleg rame in komolca pomembno pri postavitvi roke in prstov v prostoru.
Bolečina v zapestju je lahko posledica različnih stanj, kot so tendovaginitis, sindrom karpalnega kanala, poškodbe vezi, ganglion in degenerativni artritis. Vzrok so lahko tudi prirojene deformacije.